# Zlati trikotnik
Zlati trikotnik je eno od dveh glavnih azijskih področij, na katerih poteka neomejena pridelava opija. Obsega okrog 350.000 km² in prekriva gorati svet štirih držav jugovzhodne Azije: Mjanmara (Burme), Laosa, Vietnama in Tajske. Nekatere interpretacije Zlatega trikotnika vključujejo tudi del kitajske province Junan. Od leta 1950 dalje je to območje eno največjih prizorišč pridelave opija v svetovnem merilu. Zlati trikotnik sicer tudi označuje sotočje rek Sop Ruak in Mekong, s strani tajske turistične industrije pa se pogosto pojavlja kot opisni naziv za tromejo med Tajsko, Laosom in Mjanmarom.